# 김창룡 저격 사건
김창룡 저격 사건(金昌龍 狙擊 事件)은 1956년 1월 30일, 육군 제2군사령관 강문봉(姜文奉) 중장과, 육군 특무부대 대공과장 등을 지낸 육군본부 정병감 이진용(李珍鎔) 대령 등이 각각 배후를 사주함으로써, 육군 서울중앙지역병사구사령부 참모장 허태영(許泰榮) 대령, 그리고 분대장 출신의 이유회(李留會) 육군 중사, 각각 민간인 출신의 송용고(宋龍高) 예비역 육군 소령, 신초식(申初湜) 예비역 육군 중령 등 4인이 사전 모의 및 공모 끝에, 육군 특무부대장 김창룡(金昌龍) 소장을 권총 등으로 사살(저격 및 살해)한 사건이다. 김창룡은 최초 피격 이후 현장에서 도주하려 하였으나, 추가로 다섯 발을 더 맞고 사망했다.
대통령 이승만(李承晩)은 김창룡을 중장으로 추서했다. 사건 연루자 여섯 명은 모두 사형을 선고받았지만, 배후 최고 책임자인 강문봉과 배후 사주 교사자 이진용만 각각 무기형으로 감형되고 나머지 네 명은 사형이 집행되었다.